# Dolichopus discessus
Dolichopus discessus är en tvåvingeart som beskrevs av Walker 1849. Dolichopus discessus ingår i släktet Dolichopus och familjen styltflugor. Inga underarter finns listade i Catalogue of Life.